# قسم ناي بند الريفي (مقاطعة عسلوية)
قسم ناي بند الريفي (بالفارسية: دهستان نای‌بند) هي قسم تقع في إيران في Chah-e Mobarak District. يقدر عدد سكانها بـ 3,628 نسمة .